# François-Eugène Burney
François-Eugène Burney né le 18 janvier 1845 à Mailley-et-Chazelot (Haute-Saône) et mort le 21 avril 1907 à Paris est un graveur et illustrateur français.

## Biographie
François-Eugène Burney est le fils de Charles Burney et Jeanne Françoise Chevillet, originaires de Franche-Comté,.
Il s'est marié à Paris le 30 septembre 1871 avec Blanche Cécile Châtelain.
Élève du graveur Claude-Ferdinand Gaillard, il expose au Salon de 1881 à 1907 où il est plusieurs fois distingué. Essentiellement graveur buriniste d’interprétation, il collabore à des revues artistiques comme L’Art, la Gazette des beaux-arts ou la Revue de l'art ancien et moderne ainsi que pour la Chalcographie du Louvre[réf. nécessaire].
En 1885, il participe à Paris à la première Exposition internationale de blanc et noir, section Gravure, et y obtient une médaille d'honneur en or.
Il meurt à Paris en 1907.

## Récompenses
Récompenses obtenues aux Salons, sauf mention contraire.
- 1881 : médaille de 3e classe.
- 1885 : médaille d'or à l'Exposition internationale de blanc et noir à Paris.
- 1886 : médaille de 2e classe.
- 1889 : médaille d’or à l'Exposition universelle de 1889[5].
- 1897 : médaille de 1re classe.
- 1900 : médaille d’or à l’Exposition universelle de 1900.

## Œuvre

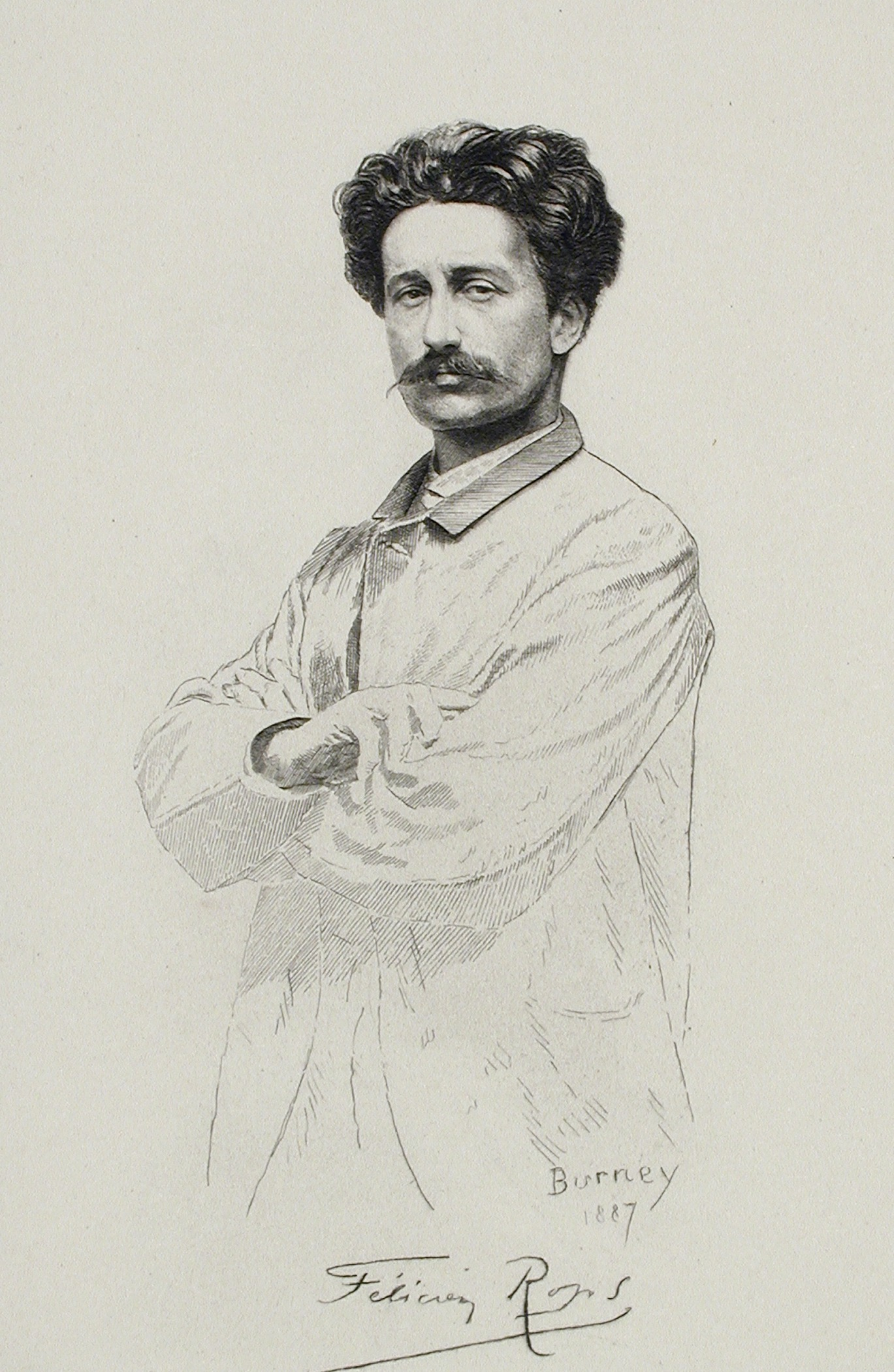
Félicien Rops, 1887, eau-forte.

### Gravures
Quelques gravures et eaux-fortes conservées dans des fonds publics : 
- une dizaine d'œuvres visibles sur le site de la BnF[6]
- Georges Bizet, d'après la photo d’Étienne Carjat[7]
- Gravure La chocolatière d'après Jean-Étienne Liotard (1702–1789)[8],[9]
- Gravure sur bois Émile Zola, RMN-Grand Palais (domaine de Compiègne)[10]
- Gravure du Portrait de Félicien Rops, 1887[11]
- Gravure Jean-Philippe Rameau, gravure de A. et E. Burney, d'après l'œuvre de J.-B. Siméon Chardin. Graveur Burney et Jean-Baptiste Siméon (1699-1779[12]
- Gravure Alexandre Dumas fils[13]
- Gravure Portrait de Monseigneur de Ségur (Louis-Gaston de Ségur), 1882[14]
- La vierge et l'enfant Jésus, 1900[15]
- Madone, d'après Piero della Francesca, eau-forte (Paris. Bibliothèque nationale. Département des estampes.
- Suivante d'Esther, d'après Filippino Lippi, eau-forte. 1898.

### Travaux d'illustrateur
Quelques livres (liste non exhaustive) comportant au moins une illustration (Gravure/Eau-Forte) de François Eugène Burney :  
- Mademoiselle de Maupin, double amour par Théophile Gautier, notice bibliographique par M. Charles de Lovenjoul, avec un portrait de Thc. Gautier en buste, gravé par Burney, d'après une lithographie de Célestin Nanteuil, et les portraits d'Albert et Mlle de Maupin, gravés par Burney d'après Jeanniot, Paris, Conquet et Charpentier, 1883
- Nouvelles d'Alfred de Musset, nouvelle édition illustrée ; un portrait gravé par Burney d'après une miniature de Marie Moulin et de quinze composition de F. Flameng et O. Cortazzo, Paris, L. Conquet, 1887
- La chanson des nouveaux époux par Madame Adam (Juliette Lamber), dix dessins par M.M. Benjamin Constant, Ed. Detaille, Gustave Doré, Jean-Paul Laurens, Jules Lefebvre, Fernand Lematte, Hector Le Roux, A. Morot, Munkacsy, Toudouze, gravés à l'eau-forte par M.M. Abot, Boisson, Boulard fils, Courtry, Duvivier, Lefort, MErcier, Monsanto, Vion, Yon, sous la direction de M. Laguilermie, et portrait de l'auteur gravé par Burney, Paris, L. Conquet, 1882
- Portraits et études, Lettres Inédites de Georges Bizet, avec un portrait gravé à l'eau forte par E. Burney, Hugues Imbert, 1894 ; Édition Librairie FischBacher, 33 rue de seine, Paris
- Symphonie. Mélanges de critique littéraire & musicale, avec un portrait de Rameau gravé à l'eau-forte par A. & E. Burney. Auteur : Hugues Imbert (1842-1905);  Édition : Paris : Librairie Fischbacher , 1891
- Georges Bizet, au frontispice, portrait de Georges Bizet gravé par Burney. Portrait de Mme Galli-Marié. Auteur du livre : Hugues Imbert (1842-1905); Édition : Paris : Librairie Paul Ollendorff, 1899
- Émile Zola par Guy de Maupassant, portrait d'Émile Zola par Burney, A. Quantin, imprimeur-éditeur, 1883
- Victor Hugo par Jules Claretie, portrait gravé par Burney, A. Quantin, 1882
- Charles Le Brun et les arts sous Louis XIV : le premier peintre, sa vie, son œuvre, ses écrits, ses contemporains, son influence, d'après le manuscrit de Nivelon et de nombreuses pièces inédites, par Henry Jouin ; portrait d'après A. Coysevox gravé pour cet ouvrage par E. Burney, Imprimerie nationale, 1889
- Le Vatican. Les Papes et la civilisation. Le gouvernement central de l'Église, Georges Goyau, André Pératé et Paul Fabre, Firmin-Didot, 1895, ouvrage illustré de deux gravures au burin de F. Gaillard et d'Eug. Burney, de quatre chromolithographies, de sept phototypies et de quatre-cent-soixante-quinze gravures reproduites directement d'après des photographies.

## Postérité
Une de ses gravures, le portrait de l'artiste Félicien Rops (LACMA) a été utilisé en 2015 pour l'affiche de l'exposition FacingTime à Mons.